# Seznam vedoucích představitelů států Blízkého východu a severní Afriky
Toto je seznam hlavních představitelů státu Blízkého východu a severní Afriky. Seznam tvoří hlavy států a vlád zemí Ligy arabských států a dalších zemí Blízkého východu, Afriky a mimo ni.

## Hlavní představitelé členských států Ligy arabských států
| Stát                    | Region             | Obrázek | Představitel                      | Titul                                         | V úřadu od         |
| ----------------------- | ------------------ | ------- | --------------------------------- | --------------------------------------------- | ------------------ |
| Alžírsko                | Severní Afrika     |         | Abdal Madžíd Tabbúni              | Prezident Alžírska                            | 19. prosince 2019  |
| Alžírsko                | Severní Afrika     |         | Nadir Larbaoui                    | Premiér Alžírska                              | 11. listopadu 2023 |
| Bahrajn                 | Arabský poloostrov |         | Hamad bin Ísá Ál Chalífa          | Král Bahrajnu                                 | 6. března 1999     |
| Bahrajn                 | Arabský poloostrov |         | Salmán ibn Hamad Ál Chalífa       | Premiér Bahrajnu                              | 11. listopadu 2020 |
| Džibutsko               | Africký roh        |         | Ismaïl Omar Guelleh               | Prezident Džibutska                           | 8. května 1999     |
| Džibutsko               | Africký roh        |         | Abdoulkader Kamil Mohamed         | Premiér Džibutska                             | 1. dubna 2013      |
| Egypt                   | Blízký východ      |         | Abd al-Fattáh as-Sísí             | Prezident Egypta                              | 8. června 2014     |
| Egypt                   | Blízký východ      |         | Mustafá Madbúlí                   | Premiér Egypta                                | 14. června 2018    |
| Irák                    | Blízký východ      |         | Abdul Latif Rašíd                 | Prezident Iráku                               | 14. října 2022     |
| Irák                    | Blízký východ      |         | Muhammad Šía Súdání               | Premiér Iráku                                 | 27. října 2022     |
| Jemen                   | Arabský poloostrov |         | Rašád Alím                        | Prezident Jemenu                              | 7. dubna 2022      |
| Jemen                   | Arabský poloostrov |         | Salem Saleh bin Braik*            | Premiér Jemenu                                | 3. května 2025     |
| Jordánsko               | Levanta            |         | Abdalláh II.                      | Král Jordánska                                | 7. února 1999      |
| Jordánsko               | Levanta            |         | Džafar Hassan                     | Premiér Jordánska                             | 15. září 2024      |
| Katar                   | Arabský poloostrov |         | Tamím bin Hamad Ál Thání          | Emír Kataru                                   | 25. června 2013    |
| Katar                   | Arabský poloostrov |         | Muhammad bin Abdar Rahmán Sání    | Premiér Kataru                                | 7. března 2023     |
| Komory                  | Indický oceán      |         | Azali Assoumani                   | Prezident Komor                               | 26. května 2016    |
| Kuvajt                  | Arabský poloostrov |         | Mišal al-Ahmad al-Džábir as-Sabáh | Emír Kuvajtu                                  | 16. prosince 2023  |
| Kuvajt                  | Arabský poloostrov |         | Ahmad al-Abdullah as-Sabáh        | Premiér Kuvajtu                               | 15. května 2024    |
| Libanon                 | Levanta            |         | Joseph Aoun                       | Prezident Libanonu                            | 9. ledna 2025      |
| Libanon                 | Levanta            |         | Naváf Salám                       | Premiér Libanonu                              | 8. února 2025      |
| Libye                   | Severní Afrika     |         | Mohamed al-Menfí                  | Předseda prezidentské rady Libye              | 10. března 2021    |
| Libye                   | Severní Afrika     |         | Abd al-Hamíd ad-Dubajba           | Premiér Libye                                 | 15. března 2021    |
| Mauritánie              | Maghreb            |         | Muhammad uld Ghazuání             | Prezident Mauritánie                          | 1. srpna 2019      |
| Mauritánie              | Maghreb            |         | Mochtar uld Džaj                  | Premiér Mauritánie                            | 5. srpna 2024      |
| Maroko                  | Severní Afrika     |         | Muhammad VI.                      | Král Maroka                                   | 23. července 1999  |
| Maroko                  | Severní Afrika     |         | Abdal Azíz Achanúš                | Premiér Maroka                                | 7. října 2021      |
| Omán                    | Arabský poloostrov |         | Hajtham bin Tárik                 | Sultán Ománu                                  | 11. ledna 2020     |
| Stát Palestina          | Levanta            |         | Mahmúd Abbás                      | Prezident Palestina                           | 8. května 2005     |
| Stát Palestina          | Levanta            |         | Mohammad Mustafa                  | Premiér Státu Palestina                       | 12. března 2024    |
| Saúdská Arábie          | Levanta            |         | Salmán bin Abd al-Azíz            | Král Saúdské Arábie                           | 23. ledna 2015     |
| Saúdská Arábie          | Levanta            |         | Muhammad bin Salmán               | Premiér Saúdské Arábie                        | 27. září 2022      |
| Somálsko                | Africký roh        |         | Hasan Šejk Mohamúd                | Prezident Somálska                            | 16. května 2022    |
| Somálsko                | Africký roh        |         | Mohamed Hussein Roble             | Premiér Somálska                              | 23. září 2020      |
| Spojené arabské emiráty | Arabský poloostrov |         | Muhammad bin Zajd Ál Nahján       | Seznam prezidentů Spojených arabských emirátů | 14. května 2022    |
| Spojené arabské emiráty | Arabský poloostrov |         | Muhammad bin Rášid Ál Maktúm      | Premiér Spojených arabských emirátů           | 11. února 2006     |
| Súdán                   | Severní Afrika     |         | Abdal Fattáh Burhán               | Prezident Súdánu                              | 11. prosince 2021  |
| Súdán                   | Severní Afrika     |         | Kamil Idris                       | Premiér Súdánu                                | 19. května 2025    |
| Sýrie                   | Levanta            |         | Ahmad Šara                        | Prozatímní prezident Sýrie                    | 30. ledna 2025     |
| Tunisko                 | Severní Afrika     |         | Kaís Saíd                         | Prezident Tuniska                             | 23. října 2019     |
| Tunisko                 | Severní Afrika     |         | Sara Zaafaraniová                 | Premiérka Tuniska                             | 21. března 2025    |

Poznámka: (*) znamená, že je vedení sporné.

## Hlavní představitelé ostatních států a neuznaných států v oblasti Blízkého východu a Afriky
| Stát                                    | Region                            | Obrázek | Představitel            | Titul                                             | V úřadu od        |
| --------------------------------------- | --------------------------------- | ------- | ----------------------- | ------------------------------------------------- | ----------------- |
| Abcházie                                | Blízký východ a Kavkaz            |         | Aslan Bžanija           | Prezident Abcházie                                | 23. dubna 2020    |
| Abcházie                                | Blízký východ a Kavkaz            |         | Aleksandr Ankvab        | Premiér Abcházie                                  | 24. dubna 2020    |
| Arménie                                 | Blízký východ a Kavkaz            |         | Vahagn Chačaturjan      | Prezident Arménie                                 | 13. března 2022   |
| Arménie                                 | Blízký východ a Kavkaz            |         | Nikol Pašinjan          | Premiér Arménie                                   | 8. května 2018    |
| Ázerbájdžán                             | Blízký východ a Kavkaz            |         | Ilham Alijev            | Prezident Ázerbájdžánu                            | 31. října 2003    |
| Ázerbájdžán                             | Blízký východ a Kavkaz            |         | Ali Asadov              | Premiér Ázerbájdžánu                              | 8. října 2019     |
| Čad                                     | Střední Afrika                    |         | Mahamat Idriss Déby     | Předseda Přechodné vojenské rady Čadu             | 20. dubna 2021    |
| Čad                                     | Střední Afrika                    |         | Albert Pahimi Padacké   | Premiér Čadu                                      | 26. dubna 2021    |
| Eritrea                                 | Africký roh                       |         | Isaias Afwerki          | Prezident Eritreje                                | 24. května 1993   |
| Etiopie                                 | Africký roh                       |         | Taye Atske Selassie     | Prezident Etiopie                                 | 7. října 2024     |
| Etiopie                                 | Africký roh                       |         | Abiy Ahmed              | Premiér Etiopie                                   | 2. dubna 2018     |
| Gruzie                                  | Blízký východ a Kavkaz            |         | Michail Kavelašvili     | Prezident Gruzie                                  | 29. prosince 2024 |
| Gruzie                                  | Blízký východ a Kavkaz            |         | Irakli Kobachidze       | Premiér Gruzie                                    | 8. února 2023     |
| Írán                                    | Blízký východ                     |         | Sajjid Alí Chameneí     | Duchovní vůdce Íránu                              | 4. června 1989    |
| Írán                                    | Blízký východ                     |         | Masúd Pezeškján         | Prezident Íránu                                   | 30. července 2024 |
| Islámský emirát Afghánistán             | Blízký východ                     |         | Hajbatulláh Achúndzáda  | Vůdce Islámského emirátu Afghánistán              | 17. srpna 2021    |
| Islámský emirát Afghánistán             | Blízký východ                     |         | Muhammad Hasan Achund   | Premiér Afghánistánu                              | 7. září 2021      |
| Izrael                                  | Levanta                           |         | Jicchak Herzog          | Prezident Izraele                                 | 7. července 2021  |
| Izrael                                  | Levanta                           |         | Benjamin Netanjahu      | Premiér Izraele                                   | 29. prosince 2022 |
| Jižní Osetie                            | Blízký východ a Kavkaz            |         | Alan Gaglojev           | Prezident Jižní Osetie                            | 24. května 2022   |
| Jižní Osetie                            | Blízký východ a Kavkaz            |         | Konstantin Džussojev    | Premiér Jižní Osetie                              | 20. června 2022   |
| Kypr                                    | Levanta                           |         | Níkos Christodúlídés    | Prezident Kypru                                   | 28. února 2023    |
| Saharská arabská demokratická republika | Severní Afrika                    |         | Ibráhím Ghálí           | Prezident Saharské arabské demokratické republiky | 12. června 2016   |
| Saharská arabská demokratická republika | Severní Afrika                    |         | Buchraja Hammmúdí Bajún | Premiér Saharské arabské demokratické republiky   | 13. ledna 2020    |
| Severní Kypr                            | Levanta                           |         | Ersin Tatar             | Prezident Severního Kypru                         | 23. října 2020    |
| Severní Kypr                            | Levanta                           |         | Ünal Üstel              | Premiér Severního Kypru                           | 12. května 2022   |
| Somaliland                              | Africký roh                       |         | Muse Bihi Abdi          | Prezident Somalilandu                             | 13. prosince 2017 |
| Turecko                                 | Malá Asie, Blízký východ a Kavkaz |         | Recep Tayyip Erdoğan    | Prezident Turecka                                 | 28. srpna 2014    |

Poznámky: kurzívou jsou označeny neuznané státy